# Tudor Arghezi
Tudor Arghezi (ur. 21 maja 1880 w Bukareszcie, zm. 14 czerwca 1967 tamże) – rumuński pisarz, poeta, dziennikarz i eseista. 
W roku 1899 wstąpił do monasteru Cernica, który opuścił po czterech latach. Studiował na Uniwersytecie we Fryburgu. Był więziony w 1967. Napisał poezje takie jak Cuvinte potrivite (1927), Hore (1939), Noaptea (1967) Stworzył także poemat na cześć człowieka pt. Cintare omului (1956) oraz powieści Cimitinul Buna Vestire (1936). Uważany jest za jednego z najwybitniejszych poetów rumuńskich, zasłynął również w prozie i publicystyce. 